# Matteo Schilizzi

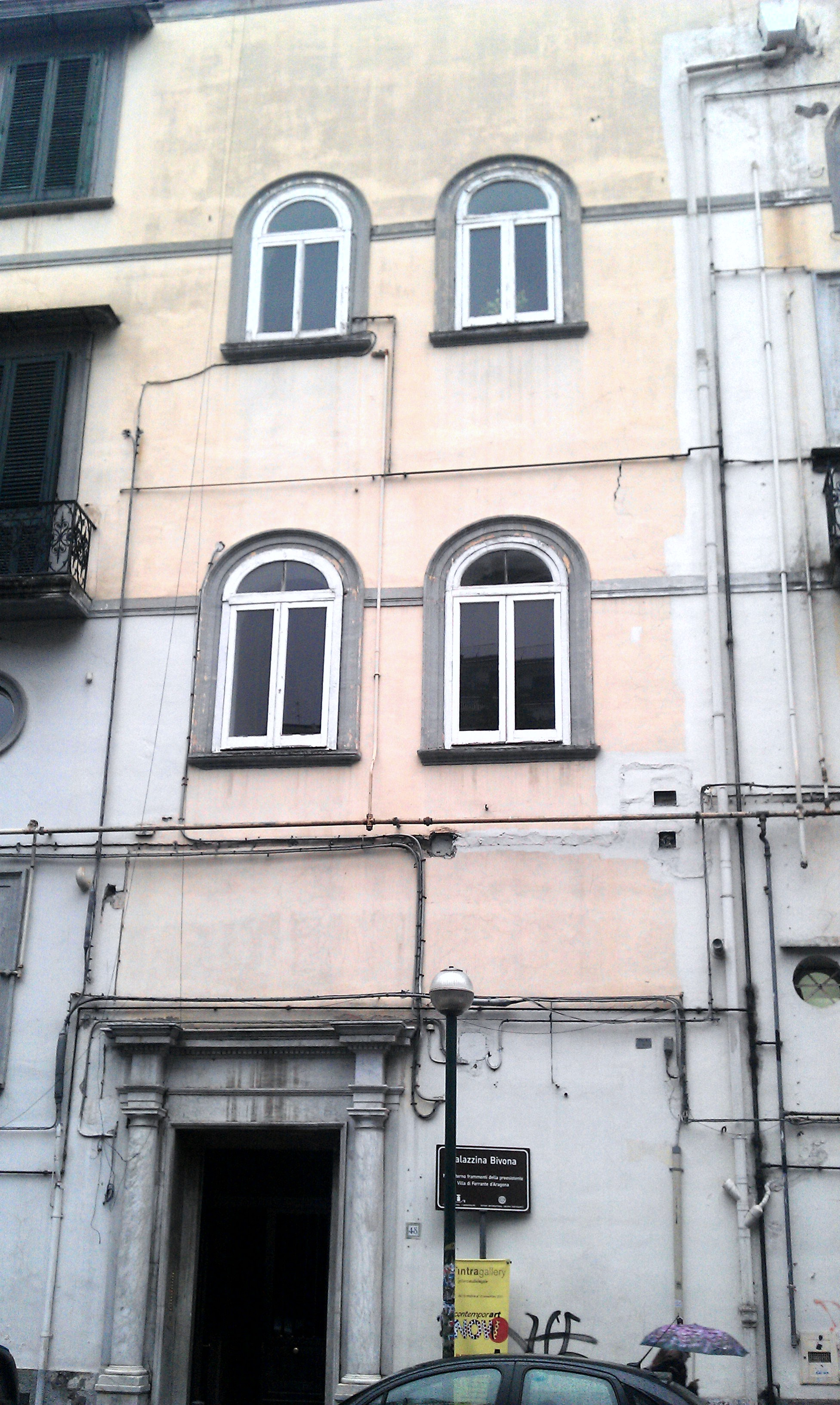
Villa Bivona, casa di Matteo Schilizzi

Matteo Schilizzi (Livorno, 13 febbraio 1858 – Napoli, 25 marzo 1905) è stato un imprenditore e filantropo italiano.

## Biografia
Matteo Schilizzi, apparteneva ad una famiglia ebrea originari di Chio, nato a Livorno si trasferì a Napoli dove divenne proprietario del Corriere del Mattino.
Durante l'epidemia di colera del 1884 si distinse per aiutare molti indigenti partenopei.
Nel 1881 commissionò all'architetto Alfonso Guerra la realizzazione del Mausoleo Schilizzi a Posillipo ma i lavori furono interrotti nel 1889.
Strinse una collaborazione con Edoardo Scarfoglio alla quale seguirà una nota controversia giudiziaria.
Nel 1900 insieme alla duchessa Ravaschieri fondò a Napoli il primo ospedale ortopedico per bambini.